# Barbarei
Barbarei (auch Barbarentum genannt), abgeleitet vom griechischen Wort βάρβαρος bárbaros für nicht (oder schlecht) Griechisch und damit unverständlich sprechende Völker (vergleiche Barbar), bedeutet umgangssprachlich etwa „ungezügelte Rohheit“ (siehe auch Vandalismus). Dagegen bezog Oswald von Wolkenstein (1377–1445) das Wort Barbarei auf die Berberei.
Die Bezeichnung „Barbar“ (ein „europäisches Schlüsselwort“) dient seit Beginn der Antike innerhalb eines helleno- oder ethnozentrischen Weltbilds als abgrenzende und abwertende Bezeichnung für die Andersartigkeit „fremder“ Kulturen, seien sie in regionaler (vor allem Rand- und Grenzvölker) oder weltanschaulicher (Juden, Christen, „Heiden“) Distanz.
Parallel dazu geht eine stark rhetorisch-propagandistisch aufgeladene Verwendung der Bezeichnung, die selten die reale Nähe oder Ferne der jeweils gegenübergestellten Kulturen trifft. „Die Sprachfigur blieb erhalten, sofern der negativ besetzbare Pol des Barbaren oder der Barbarei immer zur Verfügung stand, um die jeweils eigene Stellung per negationem (‚durch eine Verneinung‘) abzuschirmen oder expansiv auszubreiten“ (Reinhart Koselleck 1975).

## Barbarei als Epochenbezeichnung
In verschiedenen Konzepten der Geschichtsphilosophie sind eine oder mehrere Epochen der Barbarei feste Bestandteile des Ablaufs der geschichtlichen Entwicklung der Menschheit.
Die nationalsozialistische Gewaltherrschaft von 1933 bis 1945 wird wegen ihrer Unmenschlichkeit oft als Barbarei oder als „Zivilisationsbruch“ bezeichnet.

### Friedrich Engels
Lewis Henry Morgan folgend ist nach Friedrich Engels die Barbarei das Zeitalter zwischen der Wildheit des Urmenschen (dem Urkommunismus) und den darauf folgenden Klassengesellschaften, z. B. der auf Sklaverei beruhenden Wirtschaftsform (Sklavenhaltergesellschaft).

### Franz Borkenau
In Ende und Anfang (zuerst englisch: End and beginning: On the generations of cultures and the origins of the west, 1981) stellt Borkenau die These auf, dass zwischen Zusammenbruch und Entstehung eines jeweils neuen Kulturareals der Zwischenzustand der Barbarei auftrete. Borkenau behauptet, dass sich alte und neue Epoche wesentlich in ihrer jeweiligen Einstellung zur Sterblichkeit unterscheiden, und führt das neue Zeitalter der Barbarei ursächlich auf das Ende der Metaphysik zurück. Dies liefert ihm eine Erklärung für die Völkermorde des 20. Jahrhunderts. In der vergleichenden Völkermordforschung wird dieses Erklärungsmuster als zu grob kritisiert.

## Belletristik
Isaac Asimov schrieb eine von historischen Publikationen beeinflusste, berühmt gewordene Science-Fiction-Trilogie, den Foundation-Zyklus, über die mögliche Verkürzung historischer Perioden der Barbarei.